# Melford E. Spiro
Melford Elliot Spiro (* 26. April 1920 in Cleveland, Ohio; † 18. Oktober 2014) war ein US-amerikanischer Kulturanthropologe.
Melford E. Spiro wurde bekannt für seine Arbeiten über den Westermarck-Effekt und seine Studien über Geschlechterrollen im israelischen Kibbuz (1979).
1975 wurde „Mel“ Spiro in die American Academy of Arts and Sciences gewählt, 1982 in die National Academy of Sciences.

## Publikationen (Auswahl)
- (1968) „Virgin Birth. Parthogenesis and Physiological Paternity: an Essay in Cultural Interpretation.“ In: Man. Band 3, 1968, S. 242–261.
- (1979) „Gender and Culture. Kibbutz Women Revisited.“ Duke University Press, Durham, N.C.
- (1984) „Some Reflections on Cultural Determinism and Relativism with Special Reference to Emotion and Reason.“ In: Culture Theory. Essays on mind, self, and emotion, edited by R. A. Shweder and R. A. LeVine. Cambridge University Press, Cambridge, S. 323–346.
- (1986) „Cultural Relativism and the Future of Anthropology.“ Cultural Anthropology 1.3, S. 259–286.
- (1987) „Religious systems as culturally constituted defense mechanisms.“ In: Culture and human nature: theoretical papers of Melford E. Spiro, edited by B. Kilborne and L. L. Langness. Chicago: University of Chicago Press, S. 145–160.
- (1992) „On the strange and familiar in recent anthropological thought.“ In: Anthropological Other or Burmese Brother? edited by M. E. Spiro. New Brunswick, NJ: Transaction Press, S. 53–70.
- (1993) „Is the Western conception of the self“peculiar„within the context of the world cultures?“, Ethos 21, S. 107–153.